# کاتیا بورنشاین
کاتیا بورنشاین (انگلیسی: Katja Bornschein؛ زادهٔ ۱۶ مارس ۱۹۷۲) بازیکن فوتبال اهل آلمان است.
از باشگاه‌هایی که در آن بازی کرده‌است می‌توان به باشگاه فوتبال آینتراخت فرانکفورت (زنان) و باشگاه فوتبال اف‌اس‌وی فرانکفورت اشاره کرد.
وی همچنین در تیم ملی فوتبال زنان آلمان بازی کرده‌است.